# Rabrovo (Kučevo)
Pour les articles homonymes, voir Rabrovo.
Rabrovo (en serbe cyrillique : Раброво) est une localité de Serbie située dans la municipalité de Kučevo, district de Braničevo. Au recensement de 2011, elle comptait 1 033 habitants.
Rabrovo est officiellement classé parmi les villages de Serbie.

## Démographie

### Évolution historique de la population
| 1948  | 1953  | 1961  | 1971  | 1981  | 1991  | 2002  | 2011  |
| ----- | ----- | ----- | ----- | ----- | ----- | ----- | ----- |
| 1 821 | 1 875 | 1 921 | 1 814 | 1 661 | 1 441 | 1 219 | 1 033 |

|  |

## Personnalités
Žanka Stokić (1887-1947), souvent considérée comme l'une des plus grandes actrices serbes de tous les temps, est née à Rabrovo.